# Eteri Liparteliani
Eteri Liparteliani (gruz. ეთერ ლიპარტელიანი; ur. 23 września 1999) – gruzińska judoczka. Dwukrotna olimpijka. Zajęła piąte miejsce w Tokio 2020 i Paryżu 2024. Walczyła w wadze lekkiej.
Złota medalistka mistrzostw świata w 2025; siódma w 2022; uczestniczka zawodów w 2021 i 2023, a także zdobyła dwa medale w drużynie. Startowała w Pucharze Świata w 2017 i 2019. Zdobyła sześć medali mistrzostw Europy w latach 2022-2025. Pierwsza na igrzyskach europejskich w 2023 w drużynie. Mistrzyni świata juniorów w 2019 roku.
Wnuczka Soso Lipartelianiego, judoki, medalisty olimpijskiego z Atlanty 1996.

## Letnie Igrzyska Olimpijskie 2020
| Konkurencja | Eliminacje                  | Eliminacje            | Eliminacje                   | Repasaże                | Finały                  | Klas. końcowa |
| Konkurencja | Przeciwnik I                | Przeciwnik II         | 1/4                          | Przeciwnik I            | o 3 miejsce             | Miejsce       |
| ----------- | --------------------------- | --------------------- | ---------------------------- | ----------------------- | ----------------------- | ------------- |
| 57 kg       | Diassonema Mucungui (ANG) Z | Theresa Stoll (GER) Z | Sarah-Léonie Cysique (FRA) P | Julia Kowalczyk (POL) Z | Tsukasa Yoshida (JPN) P | 5.            |

## Letnie Igrzyska Olimpijskie 2024
| Konkurencja | Eliminacje         | Eliminacje                | Eliminacje            | Repasaże                            | Finały                       | Klas. końcowa |
| Konkurencja | Przeciwnik I       | Przeciwnik II             | 1/4                   | Przeciwnik I                        | o 3 miejsce                  | Miejsce       |
| ----------- | ------------------ | ------------------------- | --------------------- | ----------------------------------- | ---------------------------- | ------------- |
| 57 kg       | Lele Naime (GBR) Z | Shukurjon Aminova (UZB) Z | Rafaela Silva (BRA) P | Lkhagvatogoogiin Enkhriilen (MGL) Z | Sarah-Léonie Cysique (FRA) P | 5.            |